# Die Belagerung von Kosel
Die Belagerung von Kosel ist ein großformatiges Ölgemälde, das 1808 von dem deutschen Landschaftsmaler Wilhelm von Kobell fertiggestellt wurde und sich heute in der Sammlung der Neuen Pinakothek in München befindet.
Das Bild ist das erste aus dem zwölfteiligen Zyklus „Die großen Schlachtenbilder“ des Malers Wilhelm von Kobell, in denen Schlachten, an denen Bayern während der Koalitionskriege beteiligt war, dargestellt werden. Das letzte Bild des Zyklus, die „Schlacht bei Bar-sur-Aube“ wurde 1817 vollendet. Auftraggeber war der bayerische König Ludwig I. Die Bilder sind Teil der Bayerischen Staatsgemäldesammlungen (München).

## Historischer Hintergrund
Der Maler Johann Georg von Dillis, Begleiter des bayerischen Kronprinzen Ludwig auf dessen Bildungsreisen nach Italien, riet Ludwig, die Kämpfe der Napoleonischen Kriege, an denen bayerische Truppen beteiligt waren, in Gemälden zu dokumentieren, ähnlich den große Schlachtengemälden des 17. und 18. Jahrhunderts.

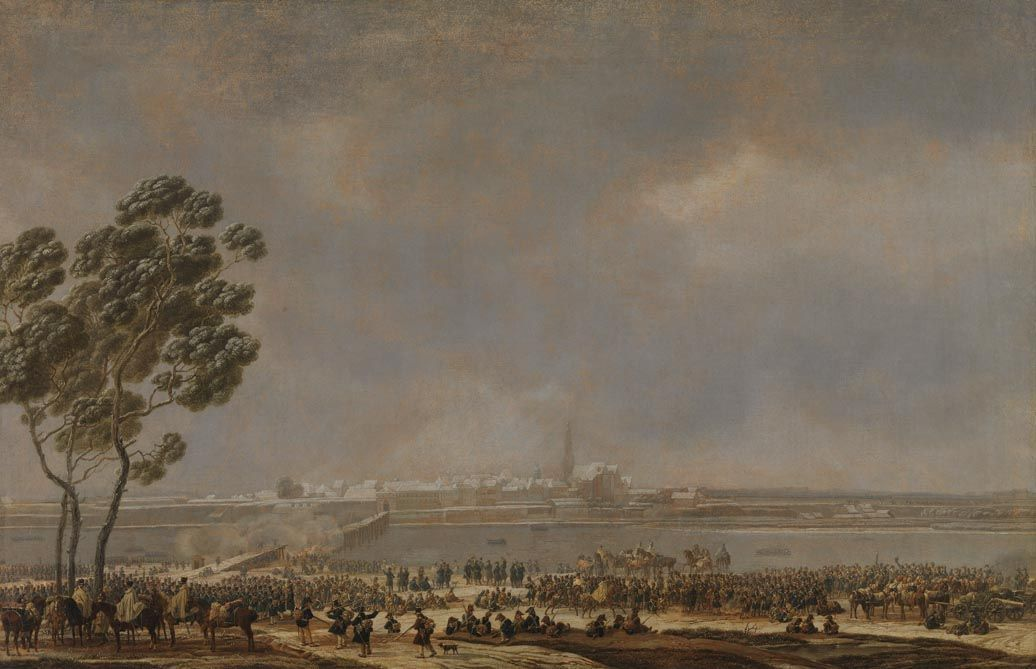
Wilhelm von Kobell: Die Einnahme von Braunau

Die Wahl fiel auf Kobell, Hofmaler des Königs, der sich durch das Bild „Die Einnahme von Braunau“ (Berthier-Zyklus, 1806), das der König dem napoleonischen Marschall Louis-Alexandre Berthier nach dem Frieden von Pressburg zum Geschenk machte, für diese Aufgabe empfohlen hatte.
Auf dem Bild dargestellt ist ein Ausfall aus der Festung Kosel durch die preußischen Truppen unter dem Festungskommandanten Oberst David von Neumann. Während der Napoleonischen Kriege war Napoleon mit seinen bayerischen Verbündeten unter Maximilian I. Joseph von Bayern erfolgreich in Schlesien einmarschiert, das damals von Preußen kontrolliert wurde. Während des Vierten Koalitionskriegs wurde die von den Preußen gehaltene Festung Kosel seit dem 23. Januar 1807 von bayerischen Truppen belagert. Am 15. März 1807 wurde ein Ausfall der Preußen durch die bayrisch-württembergische Armee unter dem Kommando von Generalmajor Clemens von Raglovich zerschlagen. Die Festung wurde unter großen Verlusten an Soldaten und Zivilisten bis Kriegsende von einer dezimierten preußischen Besatzung gehalten, die erst am 18. Juni 1807 kapitulierte.

## Rezeption
Das Bild wurde innerhalb der von BBC 2 ausgestrahlten Seire „100 Great Paintings“ von Edwin Mullins vorgestellt.